# Drabescus albostriatus
Drabescus albostriatus är en insektsart som beskrevs av Yang 1995 42,44. Drabescus albostriatus ingår i släktet Drabescus och familjen dvärgstritar. Inga underarter finns listade i Catalogue of Life.